# Фрипорт (Њујорк)
Фрипорт (енгл. Freeport) град је у америчкој савезној држави Њујорк.

## Демографија
По попису из 2010. године број становника је 42.860, што је 923 (-2,1%) становника мање него 2000. године.
| Група             | 2000.          | 2010.          |
| Белци             | 13.835 (31,6%) | 10.113 (23,6%) |
| Афроамериканци    | 14.258 (32,6%) | 14.259 (33,3%) |
| Азијати           | 604 (1,4%)     | 705 (1,6%)     |
| Хиспаноамериканци | 14.648 (33,5%) | 17.858 (41,7%) |
| Укупно            | 43.783         | 42.860         |